# Jeanine Áñez
Jeanine Áñez Chávez (San Joaquín, 1967. június 13. –) bolíviai ügyvéd, politikus és televíziós bemondó, aki 2019 és 2020 között Bolívia 66. elnöke volt. Korábban szenátorként funkcionált.
2022-ben 10 év börtönre ítélték a 2019-es politikai válságban betöltött szerepe miatt. Ezt a lépést az ellenzék tagjai politikai üldöztetésnek minősítették.